# Heineken-Brauerei (Schiltigheim)
Die Heineken-Brauerei (auch Brasserie de l’Espérance) ist nach der Schließung der Brasserie Fischer die letzte große Brauerei in Schiltigheim.

## Geschichte

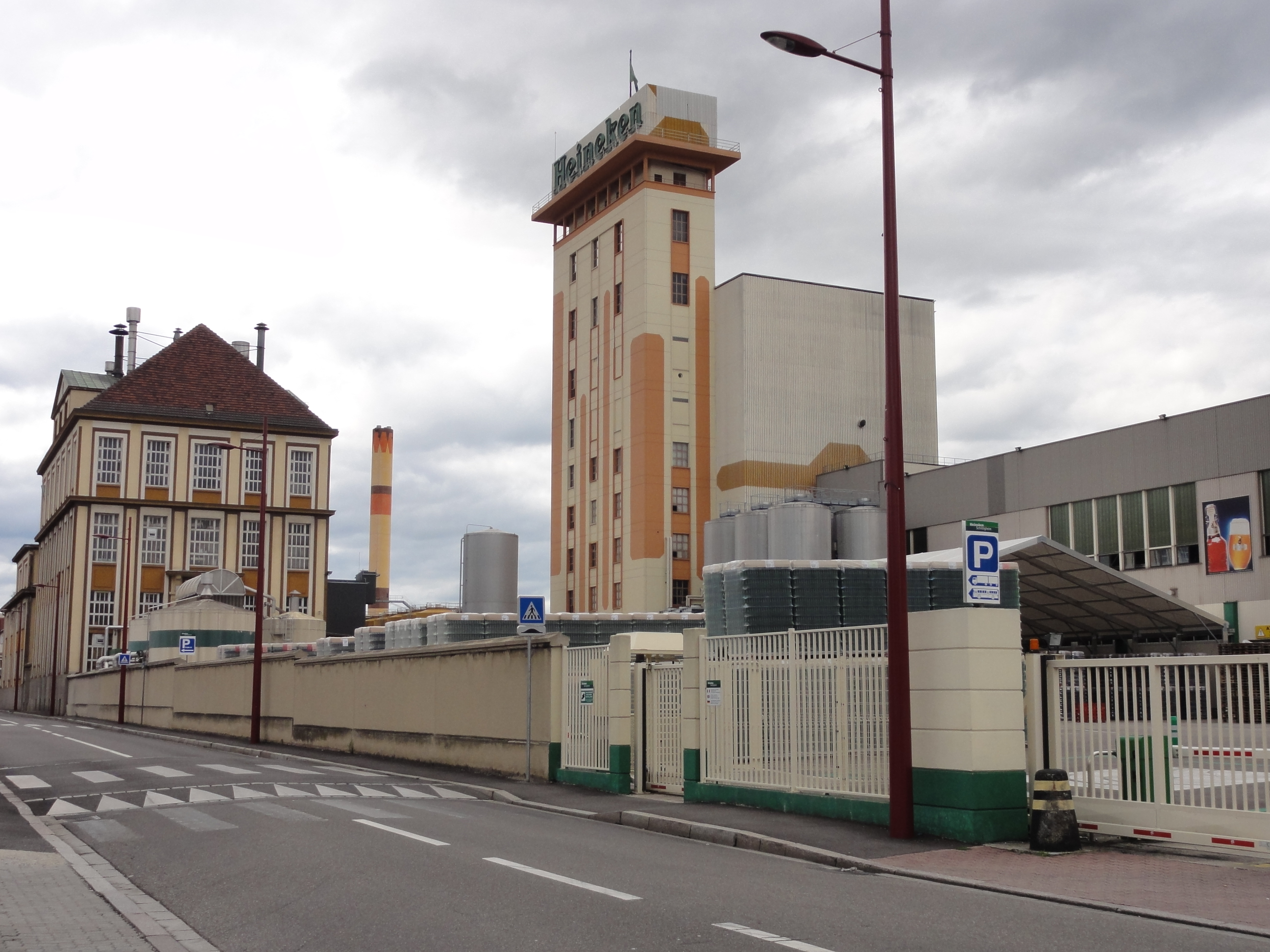
Außenansicht der Brauerei

Die Brauerei wurde 1746 von Jean Hatt in Straßburg gegründet. 1862 wurde die Brauerei nach Schiltigheim verlagert, die Brauerei erhielt als erste im Elsass eine Dampfmaschine. 1964 erreichte man erstmals einen Ausstoß von über 600.000 Hektoliter. Die Brauerei braute unter dem Namen Brasserie de l’Espérance. Zwischen 1972 und 1975 übernahm Heineken die Mehrheit am Unternehmen und stieg damit direkt in den französischen Markt ein. 1980 wurde das Unternehmen in Heineken France SA umbenannt. In Schiltigheim war auch die Brasserie Fischer beheimatet, die 1996 von Heineken gekauft wurde. 2009 wurde dort die Produktion eingestellt und teilweise zur Brasserie de l’Espérance verlagert.

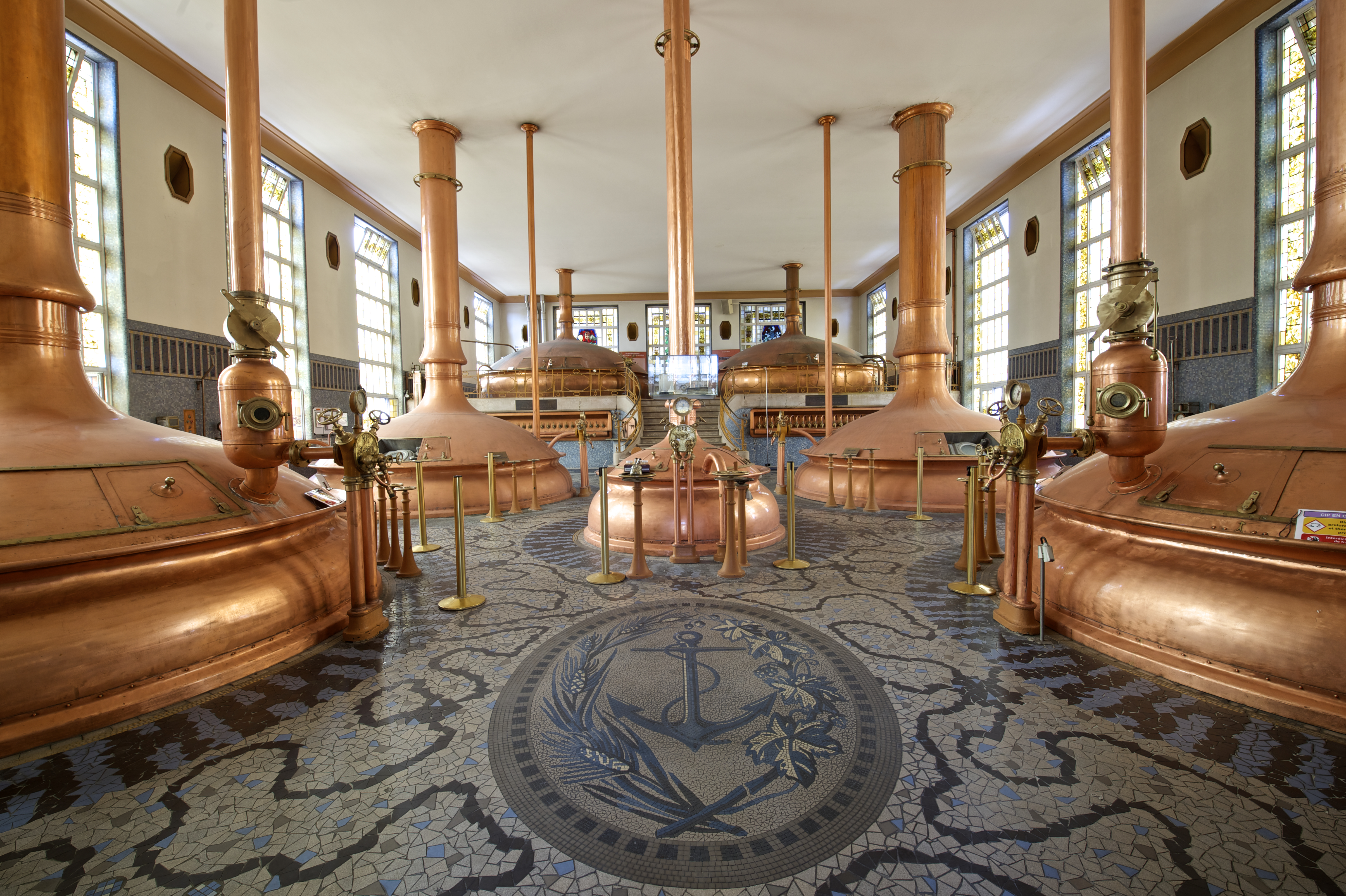
Sudhaus der Brauerei

## Heineken France
Heute hat Heineken France seinen Hauptsitz in Rueil-Malmaison. Neben der Brasserie de l’Espérance in Schiltigheim betreibt das Unternehmen noch die Brasserie de Mons in Mons-en-Barœul und die Brasserie la Valentine in Marseille.

## Produktion
2012 produzierte die Brauerei 1,8 Mio. hl Bier. 2015 entfielen von der insgesamt produzierten Menge 100.000 hl auf die Marke Fischer.
- Adelscott
- Amstel
- Desperados
- Edelweiss
- Foster’s
- George Killian’s
- Heineken
- Pelforth blonde
- Fischer
- Fischer réserve ambrée
- Pêcheur